# Fédération française de la randonnée pédestre
La Fédération française de la randonnée pédestre (abrégé en FFRandonnée) est une association loi de 1901 française regroupant divers clubs permettant l'accès aux randonneurs à des sentiers balisés. Son slogan est « Les chemins, une richesse partagée ».
D'abord nommé Comité national des sentiers de grande randonnée (CNSGR), il est reconnu d'utilité publique par décret du 22 février 1971. En 1978, il devient la Fédération française de randonnée pédestre, qui est rebaptisée Fédération française de la randonnée en 2007. En décembre 2018, elle compte 3 430 clubs affiliés, sur l'ensemble du territoire national métropolitain et ultramarin.
Ayant reçu la délégation du ministère des Sports et grâce aux efforts de ses membres bénévoles, la FFRandonnée promeut la pratique de la randonnée en tant qu'activité de loisir, via l'organisation de randonnées, d'évènements, d'éducation à la randonnée dans les écoles.
Elle adhère en 1979 à l'Union nationale des associations de tourisme et de plein air.
En décembre 2018, elle compte 245 033 adhérents, 20 000 bénévoles, 115 comités, 3 430 clubs, 180 000 km de sentiers balisés et 230 topo-guides.

## Histoire
La FFRandonnée est l’héritière de l’histoire du balisage et de la création de chemins dédiés aux « touristes excursionnistes » et aux « marcheurs ». Elle trouve son origine dans quelques mouvements scouts et le tourisme social. En 1936, à la suite de la loi sur les congés payés, Jean Loiseau (1896·1977), archiviste à la Banque de France, fondateur du Club des jeunes Éclaireurs de France et des Compagnons voyageurs, randonneur, contribue à diffuser le camping et la randonnée en France. Avec le soutien du Camping club de France et du Touring club de France, il ébauche son projet de créer en France, des « grandes routes du marcheur » qui se transformeront en « Sentier de grande randonnée ». En 1946, il met au point le plan directeur du réseau national, un projet visant à baliser 25 000 km ; les règles de signalisation : trait rouge (utilisé par les forestiers pour délimiter les parcelles d’exploitation) surmonté d’un trait blanc (pour le distinguer à la tombée de la nuit) ; le recrutement des bénévoles.
En 1945, la Commission de tourisme pédestre, émanation du Touring club de France, valide un projet de balisage des chemins. C’est l’acte de naissance, le 22 août 1947, du Comité national des Sentiers de grande Randonnée (CNSGR). Le CNSGR réunit le Touring club de France, le Club vosgien, le Club alpin français, les Excursionnistes marseillais, le Camping club de France, les associations de scoutisme et des auberges de jeunesse. Son but est d'organiser et de baliser des sentiers à travers la France. Il fut successivement conventionné par l’Institut géographique national (1956), agréé par le ministère de la Jeunesse et des Sports (1969) et reconnu d’utilité publique par décret du 22 février 1971. 
En 1969, le Comité prend slogan « Un jour de sentier, 8 jours de santé ». Le 22 avril 1978, le CNSGR devient la Fédération française de la randonnée pédestre. En 1985, elle est reconnue par le ministère chargé des sports et reçoit la délégation de la pratique de la randonnée pédestre. 
En 2016, elle obtient la délégation pour la promotion de la marche aquatique-longe-côte.

## Balisage

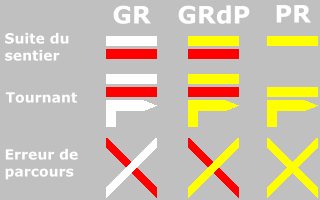
Balisage des sentiers de grande et petite randonnée.

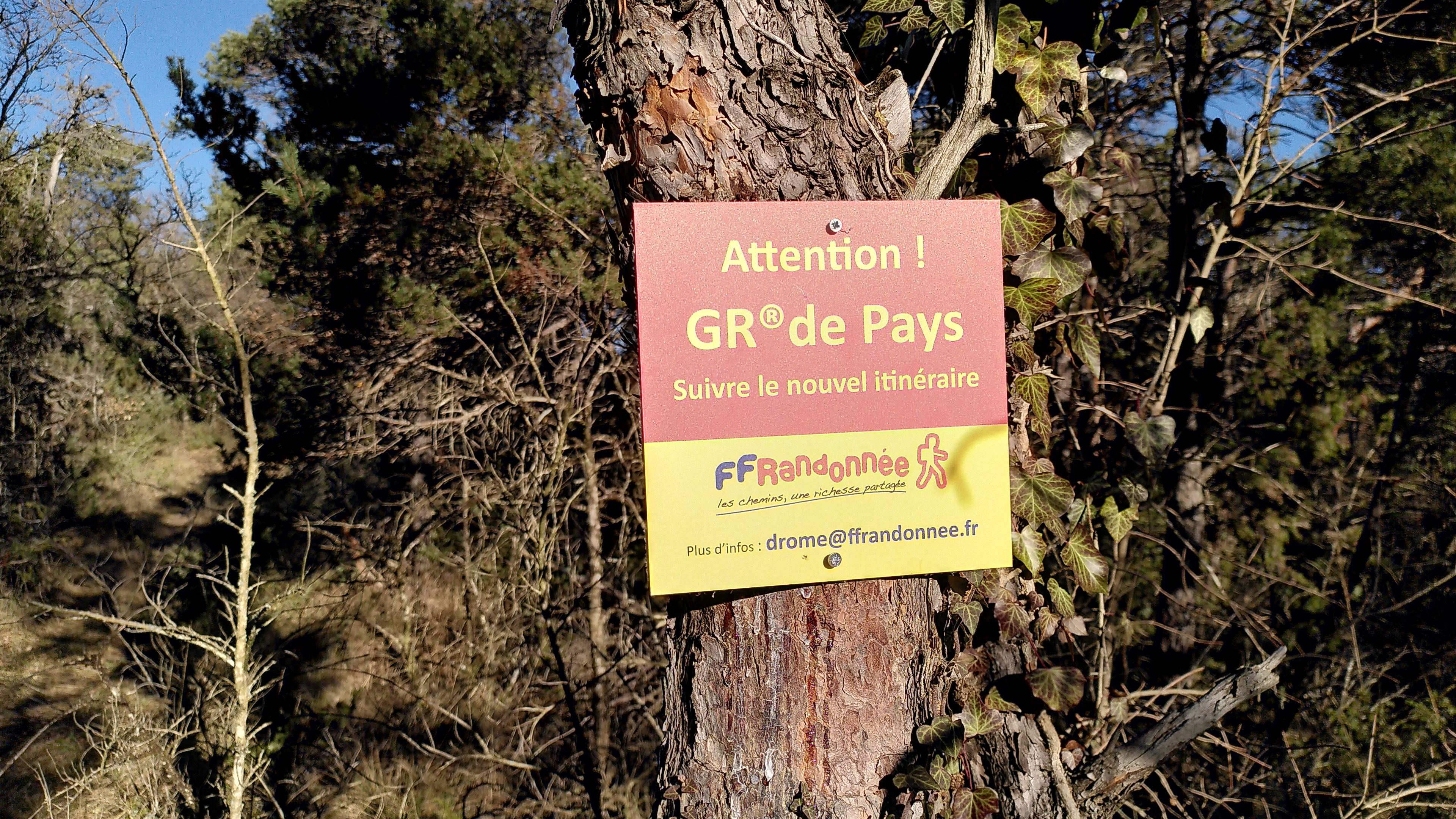
Un panneau installé par la Fédération française de la randonnée pédestre.

Une des missions de la fédération est de maintenir en état ces itinéraires et leur balisage ainsi que d'en ouvrir de nouveaux.
Les sentiers sont repérés à l'aide de marques de peintures. Trois types d'itinéraires sont créés par la fédération : 
- les sentiers de grande randonnée (GR) ;
- les sentier de grande randonnée de pays (GRP) ;
- les sentiers de promenade et de randonnée (PR).

## Digitalisation de la pratique
Avec l’essor des technologies numériques et l’évolution des attentes des pratiquants, la FFRandonnée a pris la décision d’intégrer le numérique dans ses pratiques de manière stratégique. Dès 2010, la FFRandonnée a amorcé sa transformation numérique en numérisant l’ensemble de son réseau d’itinéraires agréés au sein d'une base de donnée fédérale qui centralise des informations précises et détaillées sur chaque itinéraire.
Aujourd'hui, cette base de données alimente plusieurs outils de la FFRandonnée, notamment : 
- L'application mobile MaRando qui offre aux utilisateurs un accès direct à des milliers d'itinéraires qualifiés et de points d'intérêts géolocalisés ;
- Le site MonGR.fr et son logiciel de planification d'itinérance GR@ccess, qui permettent aux randonneurs de concevoir et organiser leurs circuits sur plusieurs jours ;
- Le catalogue de TopoGuides, regroupant 250 guides papiers pour guider les randonneurs sur les sentiers ;
- Les Randofiches associées aux circuits, qui fournissent des informations clés sur des parcours spécifiques ;
- L'IGN avec les itinéraires GR, GR de Pays et PR labellisés.